# バイク館イエローハット
株式会社バイク館イエローハット（バイクかんイエローハット）は、埼玉県川口市南鳩ヶ谷に本社を置き、中古バイクの買取・販売を実施しているチェーン店である「バイク館」の運営を行っている企業である。2017年まで使われていた社名の一部を取って単に「SOX」と呼ばれる名残りがある。「株式会社バイク館イエローハットKP」は、カワサキプラザ3店舗（秋田、山形、博多）を運営している。
バイクの用品販売はグループ会社の「株式会社2りんかんイエローハット」にて展開しており、バイク館と2りんかんが併設されている箇所もある。

## 沿革
以下の沿革は、特記の無い限り会社概要による。
- 1991年1月 - 埼玉県川口市に株式会社ウィル設立。
- 1996年9月 - 事業拡大に伴い資本金を3,000万に増資。
- 2014年5月 - 株式交換により、株式会社イエローハットの完全子会社となる[6]。
- 2017年10月 - 株式会社SOX・イエローハットに商号を変更。
- 2022年4月 - 株式会社バイク館イエローハットに商号を変更。
- 2023年4月 - カワサキプラザ運営の専業会社として「株式会社バイク館イエローハットKP」を設立。